# Коченков, Антон Александрович
Анто́н Алекса́ндрович Коченко́в (род. 2 апреля 1987, Фрунзе) — российский и киргизский футболист, вратарь. 

## Клубная карьера
В 2002 году переехал из Кыргызстана в Россию и стал игроком московского «Локомотива». С 2004 по 2008 год играл за дублирующий и молодёжный состав клуба в турнире дублёров и молодёжном первенстве. В 2008 году был отдан в аренду в «Нижний Новгород». В сезоне сыграл 18 матчей и пропустил 20 голов. В 2009 году «Нижний Новгород» выкупил игрока у «Локомотива», где Коченков провёл ещё один сезон, а затем перешёл в «Волгу» из того же города.
В 2011 году был отдан в аренду в «Ростов», где дебютировал 24 апреля в матче 6-го тура против «Терека», выйдя на замену на 81-й минуте вместо получившего серьёзную травму Деяна Радича.
Летом 2012 года перешёл в «Спартак-Нальчик», подписав контракт на один год. Дебютный матч провёл 9 июля в матче с «Уфой» (1:0). Всего сыграл в 32 матчах первенства ФНЛ и пропустил 27 голов.
Летом 2013 года перешёл в «Мордовию», за которую в сезоне 2013/14 отыграл в 28 матчах. По итогам сезона клуб выиграл первенство ФНЛ и вышел в Премьер-лигу. Коченков остался в клубе и в сезоне 2014/15 принял участие во всех 30 матчах команды в РФПЛ.
В конце июня 2015 года подписал долгосрочный контракт с «Локомотивом». Дебютировал 5 ноября 2017 года против ЦСКА (2:2).
28 октября 2015 года на правах аренды перешёл в «Краснодар» до конца 2015 года в связи с травмой Андрея Синицина.
4 июля 2016 года стало известно, что Коченков на правах аренды перешёл в «Томь». Сезон начинал в качестве основного вратаря команды, в составе которой дебютировал 1 августа 2016 года в матче первого тура с «Краснодаром», в котором пропустил 3 мяча. Первый «сухой» матч в составе «Томи» провёл 14 августа 2016 года против «Уфы». В конце декабря 2016 года вернулся в «Локомотив».
11 декабря 2019 года в гостевом матче 6-го тура группового этапа Лиге чемпионов против «Атлетико Мадрид» (0:2) отразил пенальти на первой минуте встречи. В 2021 перешёл в тульский «Арсенал».

## Карьера в сборной
Выступал в юношеской сборной Кыргызстана до 17 лет. В июне 2023 года получил вызов в национальную сборную Кыргызстана для участия в Кубке наций ФАЦА. Дебютировал за сборную 16 июня 2023 года в матче против сборной Ирана.

## Достижения

### Командные
«Волга» Нижний Новгород
- Вице-чемпион Первый дивизион: 2010

 «Спартак-Нальчик»
- Бронзовый призёр Первенство ФНЛ: 2012/13

 «Мордовия»
- Победитель Первенство ФНЛ: 2013/14

 «Локомотив» Москва
- Обладатель Кубок России: 2016/17, 2018/19, 2020/21
- Чемпион России: 2017/18
- Серебряный призёр чемпионата России: 2018/19, 2019/20
- Обладатель Суперкубка России: 2019
- Бронзовый призёр чемпионата России: 2020/21

## Клубная статистика
| Выступление        | Выступление      | Выступление      | Лига | Лига | Кубки | Кубки | Еврокубки | Еврокубки | Прочие | Прочие | Итого | Итого |
| Клуб               | Лига             | Сезон            | Игры | Голы | Игры  | Голы  | Игры      | Голы      | Игры   | Голы   | Игры  | Голы  |
| ------------------ | ---------------- | ---------------- | ---- | ---- | ----- | ----- | --------- | --------- | ------ | ------ | ----- | ----- |
| Нижний Новгород    | 2 дивизион       | 2008             | 18   | 0    | 0     | 0     | 0         | 0         | 0      | 0      | 18    | 0     |
| Нижний Новгород    | 1 дивизион       | 2009             | 35   | 0    | 2     | 0     | 0         | 0         | 0      | 0      | 37    | 0     |
| Нижний Новгород    | Итого            | Итого            | 53   | 0    | 2     | 0     | 0         | 0         | 0      | 0      | 55    | 0     |
| Волга (НН)         | 1 дивизион       | 2010             | 24   | 0    | 1     | 0     | 0         | 0         | 0      | 0      | 25    | 0     |
| Волга (НН)         | Итого            | Итого            | 24   | 0    | 1     | 0     | 0         | 0         | 0      | 0      | 25    | 0     |
| Ростов             | Премьер-лига     | 2011/12          | 17   | 0    | 3     | 0     | 0         | 0         | 0      | 0      | 20    | 0     |
| Ростов             | Итого            | Итого            | 17   | 0    | 3     | 0     | 0         | 0         | 0      | 0      | 20    | 0     |
| Спартак-Нальчик    | ФНЛ              | 2012/13          | 32   | 0    | 1     | 0     | 0         | 0         | 2      | 0      | 35    | 0     |
| Спартак-Нальчик    | Итого            | Итого            | 32   | 0    | 1     | 0     | 0         | 0         | 2      | 0      | 35    | 0     |
| Мордовия           | ФНЛ              | 2013/14          | 28   | 0    | 3     | 0     | 0         | 0         | 0      | 0      | 31    | 0     |
| Мордовия           | Премьер-лига     | 2014/15          | 30   | 0    | 3     | 0     | 0         | 0         | 0      | 0      | 33    | 0     |
| Мордовия           | Итого            | Итого            | 58   | 0    | 6     | 0     | 0         | 0         | 0      | 0      | 64    | 0     |
| Краснодар          | Премьер-лига     | 2015/16          | 0    | 0    | 0     | 0     | 0         | 0         | 0      | 0      | 0     | 0     |
| Краснодар          | Итого            | Итого            | 0    | 0    | 0     | 0     | 0         | 0         | 0      | 0      | 0     | 0     |
| Томь               | Премьер-лига     | 2016/17          | 12   | 0    | 1     | 0     | 0         | 0         | 0      | 0      | 13    | 0     |
| Томь               | Итого            | Итого            | 12   | 0    | 1     | 0     | 0         | 0         | 0      | 0      | 13    | 0     |
| Локомотив (Москва) | Премьер-лига     | 2015/16          | 0    | 0    | 0     | 0     | 0         | 0         | 0      | 0      | 0     | 0     |
| Локомотив (Москва) | Премьер-лига     | 2016/17          | 0    | 0    | 0     | 0     | 0         | 0         | 0      | 0      | 0     | 0     |
| Локомотив (Москва) | Премьер-лига     | 2017/18          | 7    | -6   | 0     | 0     | 3         | -6        | 0      | 0      | 10    | -12   |
| Локомотив (Москва) | Премьер-лига     | 2018/19          | 0    | 0    | 2     | -3    | 0         | 0         | 0      | 0      | 2     | -3    |
| Локомотив (Москва) | Премьер-лига     | 2019/20          | 7    | -8   | 1     | -1    | 1         | -2        | 0      | 0      | 9     | -11   |
| Локомотив (Москва) | Итого            | Итого            | 14   | 0    | 2     | 0     | 3         | 0         | 0      | 0      | 19    | 0     |
| Всего за карьеру   | Всего за карьеру | Всего за карьеру | 200  | 0    | 16    | 0     | 3         | 0         | 2      | 0      | 221   | 0     |